# 4802 Хачатурян
4802 Хачатурян (4802 Khatchaturian) — астероїд головного поясу, відкритий 23 жовтня 1989 року.
Тіссеранів параметр щодо Юпітера — 3,622.
Названий на честь радянського композитора, диригента, педагога, народного артиста СРСР Арама Хачатуряна.